# UTC+09:00

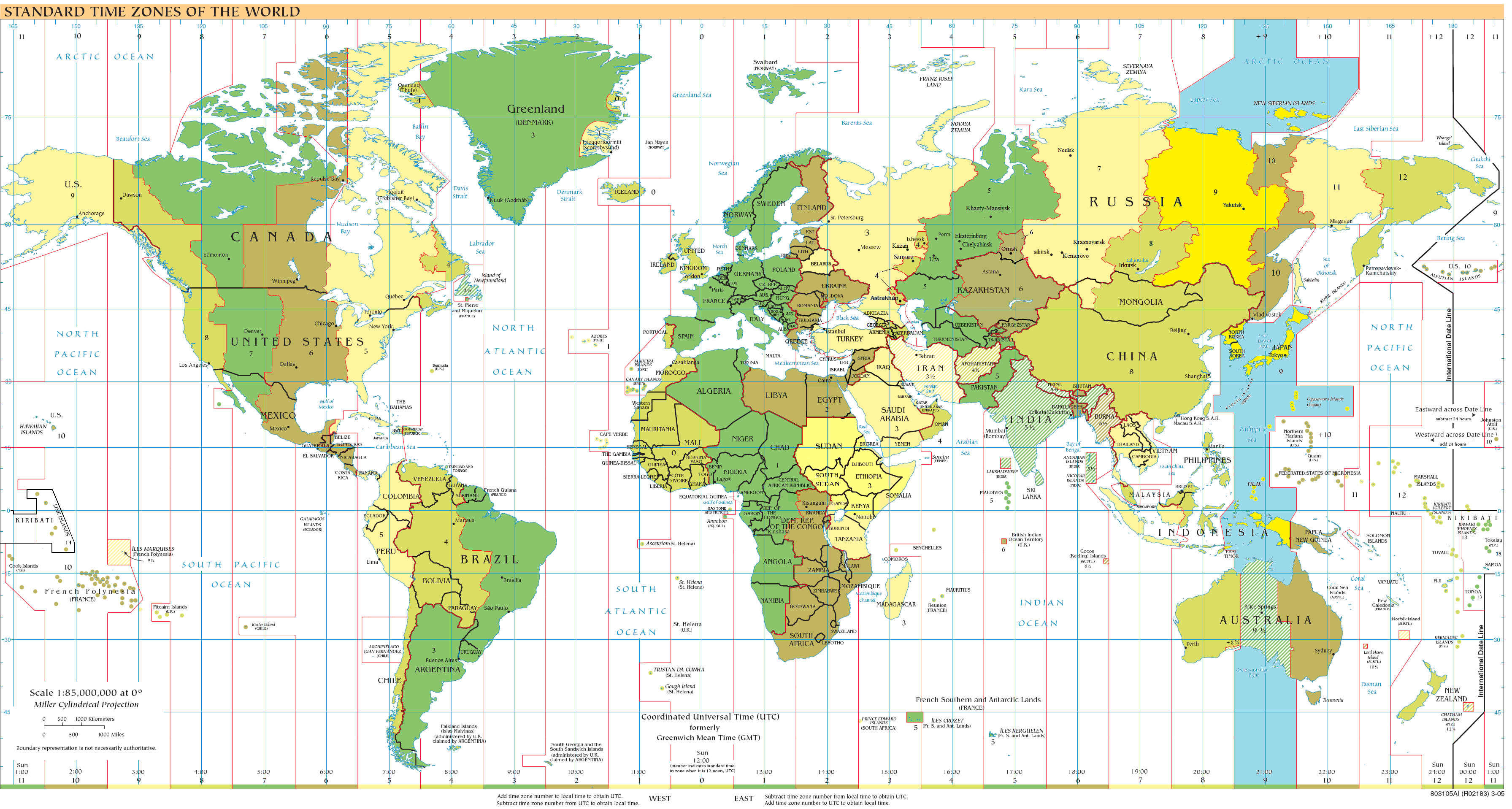
UTC+09:Blau (desembre), taronja (juny), groc (l'any sencer), blau clar (àrees marines)

UTC+09:00 és una zona horària d'UTC amb 9 hores més tard que l'UTC. El seu codi DTG és I-India.

## Zones horàries
- Japan Standard Time (JST)
- Korea Standard Time (KST)
- Pyongyang Time (PYT)
- East Indonesian Time (EIT)
- Irkutsk Time (IRKT)

## Franges

### Temps estàndard (l'any sencer)
- Corea del Sud
- Corea del Nord
- Indonèsia
  - Illes Moluques
  - Papua Occidental (Província de Papua i Província de Papua Occidental)
- Japó
- República de Palau
- Timor Oriental

#### Irkutsk Time
- Rússia
  - Buriàtia
  - Óblast d'Irkutsk

## Geografia
UTC+09 és la zona horària nàutica que comprèn l'alta mar entre 127,5° i 142,5° E de longitud. En el temps solar aquest fus horari és el corresponent el meridià 135° est.

## Història
En el 2011, a Rússia es va traslladar l'horari d'estiu durant tot l'any i el Irkutsk Time es va fixar permenet a l'UTC+9. I la franja Krasnoyarsk Time es va fixar a l'UTC+8.